# Vehkajärvi
Vehkajärvi je jezero srednje veličine u Finskoj. Nalazi se na granici regija Pirkanmaa, Päijät-Häme i središnje Finske u Jezerskoj Finskoj. Jezero se najvećim dijelom nalazi u općini Kangasala, a manji dijelovi u općinama Pälkäne, Padasjoki i Kuhmoinen.
Jezero je dio jezerskog sustava koji se sastoji od Vehkajärvi, Lummene i Vesijako. Od ova tri, i Lummene i Vesijako su bifurkacijska jezera, a Vehkajärvi se nalazi između njih tako da vode iz Lummene teku u dva smjera: prema istoku u jezero Päijänne i prema zapadu u Vehkajärvi iz kojeg vode teku u jezero Vesijako. Iz jezera Vesijako opet postoje dva odljeva: jedan prema istoku u jezero Päijänne, dio bazena Kymijoki koji se ulijeva u Finski zaljev, i drugi odljev prema zapadu u jezero Kuohijärvi iz kojeg vode teku kroz lanac jezera u Vanajavesi i konačno u Botnički zaljev kroz Kokemäenjoki .
U Finskoj postoji 27 jezera koja se nazivaju Vehkajärvi. Ovo je najveće od njih.